# Відстеження точки максимальної потужності

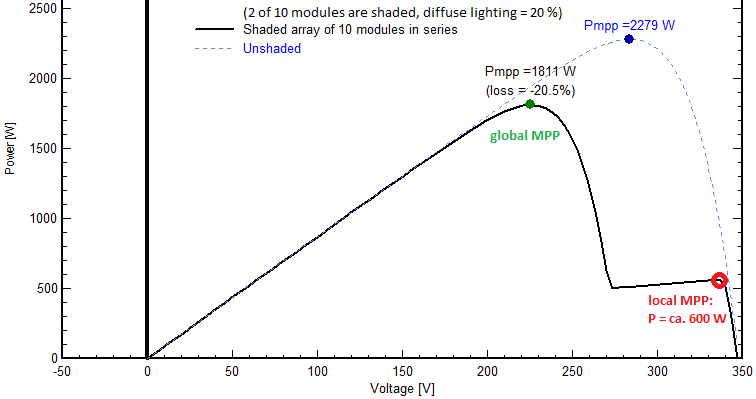
Крива потужність/напруга частково затіненої фотоелектричної системи з позначеними локальним і глобальним MPP

Відстеження точки максимальної потужності (MPPT),   або іноді просто відстеження точки потужності (PPT),   — це техніка, що використовується для максимізації вироблення енергії зі змінних джерел живлення при зміні зовнішніх умов.  Ця методика найчастіше застосовується у сонячних (фотовольтаїчних) системах, але також використовується у вітрогенераторах, оптичній передачі енергії та термофотовольтаїці.
Фотовольтаїчні системи можуть працювати з інверторами, зовнішніми електромережами, акумуляторними системами або іншими електричними навантаженнями. Основна проблема, яку вирішує MPPT, полягає в тому, що ефективність передачі енергії від сонячних панелей залежить від рівня освітлення, затінення, температури панелі та характеристик навантаження. Оскільки ці умови змінюються, змінюється і оптимальна характеристика навантаження (імпеданс), що забезпечує максимальну потужність. MPPT дозволяє автоматично коригувати навантаження, підтримуючи оптимальний рівень вироблення енергії. Ця оптимальна характеристика навантаження називається точкою максимальної потужності (MPP). MPPT — це процес регулювання характеристики навантаження в міру зміни умов. Схеми можуть бути сконструйовані так, щоб забезпечити оптимальне навантаження на фотоелектричні елементи, а потім перетворити напругу, струм або частоту відповідно до інших пристроїв або систем.
Нелінійну залежність сонячних елементів між температурою та загальним опором можна проаналізувати на основі кривої струм-напруга (IV) і кривих потужність-напруга (PV).   MPPT пробує вихідний сигнал елемента та застосовує належний опір (навантаження) для отримання максимальної потужності.  Пристрої MPPT зазвичай інтегровані в систему перетворювача електроенергії, яка забезпечує перетворення напруги або струму, фільтрацію та регулювання для керування різними навантаженнями, включаючи електромережі, батареї або двигуни. Сонячні інвертори перетворюють постійний струм на змінний струм і можуть містити MPPT.
Потужність на MPP (P mpp ) є добутком напруги MPP (V mpp ) і струму MPP (I mpp ).
Загалом фотоелектрична крива частково затіненої сонячної батареї може мати кілька піків, і деякі алгоритми можуть застрягти на локальному максимумі, а не на глобальному максимумі кривої. 

## Передумови

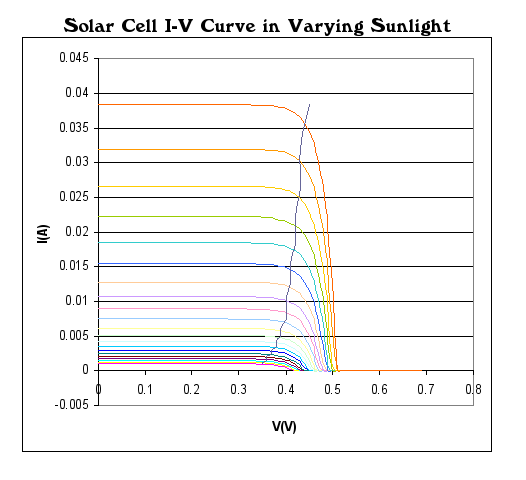
Фотоелектричні сонячні елементи IV криві, де лінія перетинає коліно кривих, де розташована точка передачі максимальної потужності.

Фотоелектричні елементи мають складну залежність між умовами роботи та виробленою потужністю. Нелінійна вольтамперна характеристика (I-V крива) конкретного елемента за певних температурних і світлових умов може бути описана через коефіцієнт заповнення (FF). Коефіцієнт заповнення визначається як відношення максимальної потужності, яку може видати елемент, до добутку напруги холостого ходу (Voc) і струмом короткого замикання Isc . Табличні дані часто використовуються для оцінки максимальної потужності, яку клітина може забезпечити при оптимальному навантаженні за заданих умов:
{\displaystyle P=FF\,V_{oc}I_{sc}} .
Для більшості практичних завдань значення FF, Voc і Isc дають достатньо інформації для оцінки електричних характеристик елемента за типовими умовами.
За певних умов у фотовольтаїчної комірки існує одна робоча точка, при якій  струм (I) та напруга (V) забезпечують максимальну вихідну потужність.   Ці значення відповідають певному опору навантаження, який визначається як V / I згідно із законом Ома. Потужність P обчислюється за формулою:
P=V I.
У більшості робочого діапазону фотовольтаїчна комірка поводиться як джерело постійного струму.  крива має приблизно обернено-експоненційну залежність між струмом і напругою. Згідно з базовою теорією електричних кіл, потужність, що подається на пристрій, оптимізується (досягається MPP), коли похідна (графічно — нахил) dI/dV кривої IV дорівнює та протилежна відношенню I/V (де d P/dV =0).  Це відповідає так званому "зламу" кривої..
Навантаження з опором R=V/I, яке є оберненим до цього значення, споживає максимальну потужність з комірки. Цей параметр називають характеристичним опором комірки. Він є динамічною величиною, яка змінюється залежно від рівня освітлення, температури та стану елемента. Надто низький або надто високий опір знижує вихідну потужність. Трекери точки максимальної потужності (MPPT) використовують керуючі схеми або логіку для визначення цієї точки та підтримання роботи комірки в ній.

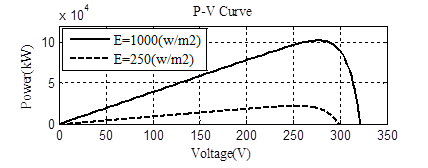
Крива потужність-напруга (PV).

Якщо доступна повна крива потужність-напруга (P-V), то точку максимальної потужності можна знайти за допомогою методу бісекції (розділення інтервалу навпіл).

## Реалізація
Якщо навантаження під'єднати безпосередньо до сонячної панелі, її робоча точка рідко збігається з точкою максимальної потужності (MPP). Операційна точка панелі визначається її імпедансом (опором змінного струму), який бачить навантаження. Щоб досягти максимальної потужності, необхідно правильно налаштувати цей імпеданс.
Оскільки сонячні панелі є джерелами постійного струму (DC), перетворювачі DC-DC застосовуються для узгодження імпедансу між джерелом (панеллю) і навантаженням. Зміна коефіцієнта заповнення (duty ratio) у DC-DC перетворювачі змінює імпеданс, який бачить панель.
На поведінку I-V характеристики панелі значно впливають атмосферні умови, такі як рівень сонячного випромінювання та температура.
Алгоритми MPPT постійно вимірюють напругу та струм панелі й відповідно коригують duty ratio перетворювача для максимального виробітку енергії. Реалізація таких алгоритмів зазвичай відбувається за допомогою мікроконтролерів, а сучасні системи можуть використовувати потужніші комп’ютери для аналітики та прогнозування навантажень.

## Класифікація MPPT-контролерів
MPPT-контролери можуть використовувати різні стратегії оптимізації потужності. Вони можуть перемикатися між кількома алгоритмами залежно від умов роботи. 

### Метод Perturb and Observe (P&O)
У цьому методі контролер змінює напругу панелі на невеликий крок і вимірює потужність. Якщо потужність збільшується, то робиться ще одна корекція в тому ж напрямку, поки потужність більше не зростає. Цей метод називається perturb and observe (P&O) і є найбільш поширеним, хоча він може викликати коливання потужності.   Метод також відомий як сходження на вершишу, оскільки він залежить від підйому кривої потужності відносно напруги нижче точки максимальної потужності та її падіння вище цієї точки.  P&O є найбільш використовуваним методом завдяки своїй простоті реалізації. Алгоритм Perturb and Observe регулює робочу напругу сонячної енергетичної системи для відслідковування точки максимальної потужності (MPP). Периодично змінюючи напругу та спостерігаючи за зміною потужності, алгоритм визначає, чи потрібно збільшити чи зменшити робочу напругу. Якщо потужність зростає, зміщення триває в тому ж напрямку, якщо ні — змінюється напрямок. Метод P&O може досягти найкращої ефективності, якщо застосувати правильну стратегію адаптивного підйому.  

### Метод інкрементної провідності
У цьому методі контролер вимірює зміни струму та напруги для прогнозування ефекту від зміни напруги. Цей метод вимагає більших обчислень у контролері, але може швидше реагувати на змінні умови, ніж P&O. Вихідна потужність не коливається. Метод використовує інкрементну провідність ( {\displaystyle dI/dV} ) фотоелектричного масиву, щоб обчислити знак зміни потужності по відношенню до напруги ( {\displaystyle dP/dV} ).  Інкрементна провідність визначає точку максимальної потужності шляхом порівняння її з провідністю панелі ( {\displaystyle I_{\Delta }/V_{\Delta }} ) до провідності масиву ( {\displaystyle I/V} ). Коли ці дві величини рівні, робоча напруга панелі відповідає точці максимальної потужності (MPP). Алгоритм визначає точку MPP і підтримує цю напругу, поки рівень сонячного випромінювання не зміниться, після чого процес повторюється.
Метод інкрементної провідності базується на спостереженні, що при MPP, {\displaystyle dP/dV=0}, і це {\displaystyle P=IV} . Струм з масиву можна виразити як функцію напруги:
{\displaystyle P=I(V)V} .

### Метод сканування струму
Метод сканування струму використовує хвильову форму для сканування струму панелі так, щоб характеристика I-V панелі оновлювалася через певні інтервали часу. Напруга MPP може бути обчислена з цієї характеристики на тих самих інтервалах часу.  

### Метод постійної напруги
Методи постійної напруги включають один, при якому вихідна напруга регулюється до постійного значення за будь-яких умов, і один, при якому вихідна напруга регулюється на основі постійного співвідношення до виміряної напруги відкритого кола ({\displaystyle V_{OC}}). Останній також називають методом«відкритої напруги».  Якщо вихідна напруга тримається сталою, немає спроби відслідковувати точку MPP, тому це не є суворо методом MPPT, хоча цей підхід може працювати, коли відслідковування MPP не є ефективним. У методі відкритої напруги, коли потужність подається, вимірюється напруга відкритого кола при нульовому струмі. Потім контролер відновлює роботу з регульованою напругою, яка є фіксованим співвідношенням до напруги відкритого кола {\displaystyle V_{OC}}.  Це співвідношення зазвичай заздалегідь визначено як точка MPP для очікуваних робочих умов експлуатації.  

### Температурний метод
Цей метод оцінює напругу точки максимальної потужності ({\displaystyle V_{mpp}} ) шляхом вимірювання температури сонячної панелі та порівняння її з еталонною температурою.   Оскільки зміни рівня сонячного випромінювання мають незначний вплив на напругу MPP, можна припустити, що вона змінюється лінійно з температурою.
Цей алгоритм обчислює таке рівняння:
{\displaystyle V_{mpp}(T)=V_{mpp}(T_{ref})+u_{V_{mpp}}(T-T_{ref})} ,
де:
{\displaystyle V_{mpp}} – напруга в точці максимальної потужності для заданої температури;
{\displaystyle T_{ref}} – еталонна температура;
{\displaystyle T} – виміряна температура;
{\displaystyle u_{V_{mpp}}} є температурним коефіцієнтом {\displaystyle V_{mpp}} (доступно в таблиці даних ).

### Порівняння методів
Як P&O, так і інкрементна провідність є прикладами методів "підйому на вершину", які можуть знайти локальний максимум на кривій потужності для даних умов роботи панелі і забезпечити точку максимальної потужності (MPP).   
P&O викликає коливання потужності навколо точки максимальної потужності навіть при стабільних умовах освітленості.
Інкрементна провідність може точно визначити точку максимальної потужності без коливань. Вона може працювати при швидко змінюваних умовах випромінювання з більшою точністю, ніж P&O.  Однак цей метод може спричиняти коливання та працювати нестабільно при різких змінах атмосферних умов. Частота вибірки зменшується через вищу складність алгоритму порівняно з P&O. 
У методі постійного співвідношення напруги (або "відкритої напруги") енергія може бути втрачена під час перерви, коли струм встановлюється на нуль.  Приблизне співвідношення 76% для {\displaystyle V_{MPP}/V_{OC}} співвідношення не завжди є точним.  Хоча метод простий і дешевий у реалізації, перерви знижують ефективність панелі та не гарантують знаходження точної точки MPP. Однак ефективність деяких систем може досягати понад 95%. 

## Розміщення
Традиційні сонячні інвертори виконують MPPT для всього масиву панелей. У таких системах однаковий струм, визначений інвертором, проходить через всі модулі в одному ланцюзі (послідовному з'єднанні). Оскільки різні модулі мають різні вольт-амперні характеристики та різні точки максимальної потужності (MPP) (через виробничі допуски, часткове затінення тощо), ця архітектура означає, що деякі модулі працюватимуть нижче свого MPP, що знижує загальну ефективність.
Замість цього MPPT можна встановлювати для окремих модулів, що дозволяє кожному працювати з максимальною ефективністю, попри нерівномірне затінення, забруднення або електричні невідповідності.
Дані свідчать, що використання одного інвертора з одним MPPT у проєкті, де однакова кількість панелей орієнтована на схід і захід, не має жодних недоліків порівняно з використанням двох інверторів або одного інвертора з декількома MPPT. 

## Робота від акумулятора
Вночі автономна (off-grid) сонячна система може використовувати акумулятори для живлення навантаження. Хоча напруга повністю зарядженого акумуляторного блоку може бути близькою до MPP-напруги сонячної панелі, це зазвичай не так на світанку, коли батарея частково розряджена. Заряджання може розпочатися при напрузі, значно нижчій за MPP-напругу панелі, і MPPT може допомогти усунути цю невідповідність.
Коли акумулятори повністю заряджені, а виробництво енергії перевищує споживання, MPPT більше не може працювати в точці максимальної потужності панелі, оскільки надлишкова енергія не має куди спрямовуватися. У такому випадку MPPT зміщує робочу точку панелі від MPP, доки виробництво не зрівняється зі споживанням. (Альтернативний підхід, який часто використовується в космічних апаратах, полягає в тому, щоб спрямовувати надлишкову енергію в резистивне навантаження, дозволяючи панелі постійно працювати в точці максимальної потужності для її охолодження.) 
У мережевій системі вся вироблена сонячними модулями енергія подається в електромережу. Тому MPPT у мережевій системі завжди намагається працювати в точці максимальної потужності.